# こぐま社
こぐま社（こぐましゃ）は、東京都文京区にある出版社。児童書を中心としている。

## 概要
主に児童書などを出版しており、こぐまちゃんシリーズ（わかやまけん）や11ぴきのねこ（馬場のぼる）などの児童書がベストセラーである。
創業者の佐藤英和は東京子ども図書館の監事を務めている。

## 沿革
こぐま社は1966年3月18日、絵本好きの編集者佐藤英和によって創業。最初の出版物は「ほしのひかったそのばんに」(わだよしおみ・文/司修・絵)である。創業当初から、原画をリトグラフ（石版画）を応用した独自の制作方式を採用する。

## 本社所在地
- 〒112-8666 東京都文京区関口1-43-5

## 主な出版物
「こぐまちゃん」（わかやまけん）シリーズ、「11ぴきのねこ」（馬場のぼる）シリーズなどが有名である。